# Pierre Robineau de Portneuf
Ne doit pas être confondu avec Pierre Robineau de Bécancour.
Pour les articles homonymes, voir Robineau.
Pierre Robineau de Portneuf, né le 9 août 1708 à Montréal et mort le 15 novembre 1761 dans le naufrage du navire l'Auguste non loin des côtes du Cap-Breton, est un officier des troupes de la Marine en Nouvelle-France.  

## Biographie
Pierre Robineau de Portneuf était le fils de l'officier René Robineau de Portneuf en poste en Acadie et de Marguerite Daneau de Muy. Il se maria avec Marie-Louise Dandonneau Du Sablé le 22 avril 1748. 
Pierre Robineau de Portneuf était cadet dans les troupes coloniales en 1729 au Fort Michilimackinac, dans le Michigan.  Le 1er avril 1733, il fut promu deuxième enseigne, et le 1er octobre 1740, il fut nommé enseigne en Louisiane. 
Le 15 avril 1750, le ministre de la marine, Antoine Louis Rouillé, consentant à une requête faite par le gouverneur de la Nouvelle-France, le Marquis de la Jonquière et l'intendant François Bigot, lui permit de construire une petite fortification sur l'emplacement de la ville actuelle de Toronto, sur les bords du Lac Ontario. Les autorités de la colonie espéraient par ce moyen attirer les Amérindiens dans la région, surtout, les Mississaugas, pour faire du commerce avec eux. Ils voulaient empêcher ces Amérindiens de faire commerce de leurs fourrures aux Anglais à Fort Oswego. Pierre Robineau de Portneuf, qui était enseigne au Fort Frontenac, fut désigné pour accomplir le projet. Le Sieur de Portneuf partit le 20 mai 1750 et atteignit Toronto un peu plus tard. Pendant que les provisions et les articles de commerce furent envoyées à Montréal, il commença à construire le fort sur la rive est de la rivière Toronto, proche de l'embouchure. Après deux mois, l'entrepôt et l'enceinte du fort furent érigés. 
Le commerce avec les Amérindiens au Fort Rouillé fut un succès, et le 17 juillet, un chargement de fourrures d'une valeur de 18 000 livres fut envoyé à Montréal. Ces résultats dépassèrent les attentes. Le 20 août, le gouverneur écrivit au ministre pour lui faire part des succès et de l'informer qu'il avait l'intention de construire un nouveau fort plus grand à la pointe de la péninsule appelée La Baye. Il recommanda le Sieur de Portneuf pour son nouveau projet. Se rappelant les raisons de la construction du premier fort, il nota qu'il était maintenant encore plus valide. De plus, il suggéra aux Amérindiens de détruire le Fort Oswego. Il demanda au ministre la permission de nommé le fort à son honneur, le Fort Rouillé. Les travaux commencèrent à l'automne 1750 et continuèrent durant l'hiver. Le fort fut terminé en avril 1751, lorsque Sieur de Portneuf retourna au Fort Frontenac, où il avait passé l'hiver. Il fut commandant du Fort Rouillé, pendant la saison commerciale de 1751, et retourna au Fort Frontenac à l'automne. Au début de 1752, il fut remplacé comme commandant du Fort Rouillé par Thomas Robutel de La Noue.
En 1756, il fut nommé commandant du Fort Presque Isle. L'année suivante, il fut promu capitaine. Il prit part aux engagements dans la vallée de l'Ohio durant la guerre de Sept Ans. Lorsque le Fort Niagara fut attaqué en 1759, il était occupé au Fort Presque Isle à rallier les Amérindiens de la région de l'ouest. Après que le Fort Niagara se rendit, il envoya un émissaire rencontrer William Johnson, mit le feu au Fort Presque Isle, et alla à Fort Pontchartrain, où il se rendit aux Anglais. En octobre 1761, il prit le navire Auguste de Québec pour la France, en espérant y faire carrière. Un mois plus tard, il fut parmi les 113 passagers et membres d'équipage qui périrent lorsque leur bateau fit naufrage au large du Cap-Breton.